# 布亨贝格
布亨贝格是德国巴伐利亚州的一个市镇。总面积58.15平方公里，总人口3935人，其中男性1982人，女性1953人（2011年12月31日），人口密度68人/平方公里。

## 友好城市
- 法國 克朗